# Ataque a militares de Bruselas de 2017
El ataque a militares de Bruselas de 2017 fue un ataque terrorista ocurrido en la ciudad de Bruselas, Bélgica. Sucedió el 25 de agosto de 2017, hacia las 10 de la noche, cuando un hombre armado con un cuchillo, al grito de "Alla U-Akbar" —Alá es grande— se aproximó a una patrulla de militares que se encontraban en servicio de vigilancia por las calles de la ciudad y los atacó con el cuchillo. Uno de los atacados repelió al agresor disparándole y causándole heridas graves que acabaron causándole la muerte.
El grupo terrorista ISIS reivindicó la acción al día siguiente.

## Desarrollo
El 25 de agosto de 2017, a las 20:22 h UTC +1, un hombre se acercó a una patrulla de militares que vigilaba las calles, y se abalanzó por la espalda sobre dos de ellos, consiguiendo herirlos. Uno de ellos necesitó varios puntos de sutura en una mano. Su compañero repelió el ataque disparando en dos ocasiones contra el agresor, que recibió los dos balazos y resultó herido grave. Fue trasladado a un hospital, donde falleció poco después.
El atacante llevaba un arma de fuego falsa además del cuchillo. También llevaba consigo dos ejemplares del Corán.
El lugar del incidente fue rápidamente acordonado por la policía. La Fiscalía belga calificó los hechos como intento de homicidio en un contexto terrorista.

## Autor
El alcalde de Bruselas informó que el hombre que atacó a los soldados tenía 30 años, era de nacionalidad belga y origen somalí. El Ministerio Público informó que no tenía antecedentes por terrorismo, aunque había sido juzgado por un delito de lesiones cometido seis meses atrás. Había obtenido la nacionalidad belga en 2015 y llevaba en el país desde 2004.
No se ha revelado más información acerca de él. 

## Reacciones
El alcalde de la capital belga declaró que se había tratado de un caso aislado. El primer ministro de Bélgica, Charles Michel expresó su apoyo a los militares a través de su cuenta de Twitter.

"Todo nuestro apoyo a nuestros militares. Nuestros servicios de seguridad siguen vigilantes. Seguimos la situación de cerca".
Charles Michel @Charle Michel (En Twitter)